# Carex muelleri
Espèce
Classification phylogénétique
Carex muelleri est une espèce des plantes du genre Carex et de la famille des Cyperaceae.